# Queixada com bênção
 (décembre 2022).
Si vous disposez d'ouvrages ou d'articles de référence ou si vous connaissez des sites web de qualité traitant du thème abordé ici, merci de compléter l'article en donnant les références utiles à sa vérifiabilité et en les liant à la section « Notes et références ».
La queixada com bênção (litt. "mâchoire avec bénédiction", en portugais) est un coup de pied sauté de capoeira qui consiste à feinter le mouvement d'une queixada puis à déposer la jambe et frapper de l'autre jambe avec une bênção.
La queixada com bênção est une bonne technique pour repousser une "entrada" sur la queixada, mais peut aussi être utilisée pour feinter.
Techniquement, le début du mouvement est comme celui de la queixada, mais il faut à peine lever la jambe et changer d'appui rapidement pour faire la bênção et repousser l'adversaire.